# لويد أوين
لويد أوين (بالإنجليزية: Lloyd Owen)‏ هو ممثل بريطاني، ولد في 14 أبريل 1966 بلندن في المملكة المتحدة.

## وصلات خارجية
- لويد أوين على موقع IMDb (الإنجليزية)
- لويد أوين على موقع روتن توميتوز (الإنجليزية)
- لويد أوين على موقع ألو سيني (الفرنسية)
- لويد أوين على موقع ميوزك برينز (الإنجليزية)
- لويد أوين على موقع تيرنر كلاسيك موفيز (الإنجليزية)
- لويد أوين على موقع أول موفي (الإنجليزية)
- لويد أوين على موقع قاعدة بيانات الأفلام السويدية (السويدية)
- لويد أوين على موقع إن إن دي بي (الإنجليزية)
- لويد أوين على موقع ديسكوغز (الإنجليزية)
- لويد أوين على موقع قاعدة بيانات الفيلم (الإنجليزية)